# Wânio José de Mattos
Wânio José de Mattos (Piratuba, Brasil, 27 de abril de 1926 – Santiago, Chile 16 de outubro de 1973) foi capitão da Polícia Militar de São Paulo, advogado, jornalista, professor e militante da Vanguarda Popular Revolucionária (VPR). 
É um dos casos investigados pela Comissão da Verdade, que apura mortes e desaparecimentos na ditadura militar brasileira.

## Biografia
Filho de José Antônio de Mattos e Luiza Santos Mattos, nasceu na cidade Piratuba, no interior de Santa Catarina. 
Formado advogado pela Faculdade da Universidade de São Paulo, especializou-se em direito internacional. Foi ainda capitão da Força Pública do Estado de São Paulo.
Casou-se com Maria José Fisher de Mattos em 1954. O único filho do casal, José Fisher de Mattos, nasceu em 1960. Com sua segunda esposa, Maria das Dores Romaniolo teve sua filha, Roberta Romaniolo de Mattos.
Um relatório dos arquivos do DOPS/SP, de 27 de julho de 1962 continha a seguinte inscrição: 
“[…] que a delegação paulista ao ‘VIII Festival Mundial da Juventude pela Paz e Amizade’, a realizar-se em Helsink – Finlândia, de 28 de julho a 6 de agosto de 1962, era constituída por trinta e três elementos, da qual fazia parte Wânio José de Mattos”. [...] Consta em nosso arquivo uma relação de nomes, sem data, de elementos associados da União Cultural Brasil Rússia, na qual figura o nome do epigrafado”.
O arquivo denunciava o porque da sua expulsão em 24 de abril de 1970 da Polícia Militar, sob a Operação Bandeirante (OBAN). Acusado de terrorismo e subversão por supostamente fazer parte do setor de inteligência da Vanguarda Popular Revolucionária (VPR), Wânio foi perseguido, vigiado e finalmente preso. Ele, junto a outros 69 presos políticos, foram banidos para o Chile em troca do embaixador suíço Giovanni Enrico Bucher em 13 de janeiro de 1971.
No Chile, levou uma vida tranquila. Sua segunda esposa e filha o acompanharam no exílio. Em Santiago, tornou-se professor universitário. No entanto, com o golpe militar que derrubou o presidente Salvador Allende em 11 de setembro de 1973, Wânio e a mulher foram presos e levados para o Estádio Nacional, em Santiago, conforme testemunho da exilada Marijane Vieira Lisbôa.
Sua filha Roberta, em 2003, em entrevista ao jornal "A Notícia" de Joinville, afirmou que toda a família fora presa e depois separada. Separada da mãe ainda sendo amamentada, só foi levada à cela dias depois. 
“Me tiraram de minha mãe e isso foi marcante em nossas vidas. [...] Eu chorava de fome. Não havia comida.” 
Mãe e filha conseguiram a liberdade graças a um funcionário da Cruz Vermelha Internacional, que as ajudou na fuga. Ambas exilaram-se novamente em Paris e só retornaram ao Chile em 1979, com a lei de anistia.
Wânio, sem informação da família, permaneceu ainda mais de um mês sendo interrogado e torturado.
No livro "Roleta Chilena", Alfredo Sirkis relata que Wânio fora fuzilado e seus pertences entregues à esposa (um relógio, a aliança e um cordão) um dia após os militares afirmarem que o libertariam.
Somente após o Relatório Rettig (1992), seus familiares tiveram acesso às informações sobre as circunstâncias de sua morte e o Estado Chileno assumiu a reparação financeira. Sua certidão de óbito, feita em Santiago (Chile), no Hospital de Capaña do Estádio Nacional dá sua morte em 16 de outubro de 1973, tendo como causa mortis “peritonite aguda”. Não há assinaturas de médicos legistas. Lá, como aqui, forjavam-se causas mortis. 
Morreu em 1973, aos 47 anos de idade. 

## Acusações e morte
Wânio José de Mattos era acusado pelos órgãos de segurança do regime militar de apoiar as atividades da VPR, integrando a sua área de Inteligência. Preso por agentes da OBAN em abril de 1970, foi expulso da PM e banido para o Chile em 1971, junto com outros 69 presos políticos, em troca do embaixador suíço Giovanni Enrico Bucher.  
Wânio fez parte do grupo de mais de cem brasileiros que ficaram detidos no Estádio Nacional de Santiago. Esse foi o local que, nas semanas seguintes do golpe de Estado, foi transformado no mais notório centro de detenção da capital chilena que, chegou a abrigar cerca 7 mil prisioneiros no fim de setembro, segundo a Cruz Vermelha.  O lugar foi palco de torturas e execuções. O Estado brasileiro foi um dos grandes autores das mortes de brasileiros na ditadura chilena, isso porque ele não ofereceu qualquer assistência a seus nacionais levados ao Estádio Nacional ou outros centros de detenção. Na verdade, como comprova a pesquisa documental realizada pela CNV,  em vários casos a atuação do Ministério das Relações Exteriores impediu ou dificultou soluções que teriam permitido uma libertação mais rápida dos brasileiros presos. Mais do que isso: documentos e depoimentos de diversas fontes, brasileiras e chilenas, indicam que uma equipe de agentes brasileiros esteve no Estádio Nacional para ensinar técnicas de tortura aos militares chilenos e  interrogar os detidos brasileiros . No processo judicial ,pelo homicídio de Wânio,em curso no Chile, consta depoimento do major Sérgio Manuel Fernández Carranza. Na época ele era o capitão encarregado da Seção de Estrangeiros do campo de detenção. O documento afirma textualmente que: [...] „os detidos do Brasil, Argentina e Uruguai eram interrogados por interrogadores enviados pelas ditaduras de seus países‟ e que certa vez foi-lhe transmitido convite do corpo de interrogadores brasileiros para presenciar um interrogatório‟, o que ele teria recusado, e ainda que levaram-no para conhecer as instalações dos interrogadores estrangeiros [...], as quais estavam equipadas com uma parrilla‟ [cama metálica para aplicação de descargas elétricas]e elementos para pendurar as pessoas e torturar‟. Os agentes brasileiros teriam chegado ao Estádio por volta do dia 16 de outubro. Concluí-se, dessa informação e dos depoimentos dos presos que conviveram com a vítima em seus últimos momentos, que Wânio não chegou a ser submetido a sessões de tortura por esses agentes. Segundo os depoimentos, autoridades do Estádio Nacional deixaram-no morrer, privando-o dos cuidados médicos que se impunham em sua situação.
O médico brasileiro Otto Brockes, que também era um preso do Estádio Nacional e conviveu com Wânio, prestou depoimentos em 2014 à CNV e à Subcomissão de Memória, Justiça e Verdade do Senado Federal e relatou o que aconteceu:  
"Wânio evoluiu numa situação difícil. Nós passamos muito tempo sem comer. Pedia casca de laranja e tudo que pudesse comer para fazer volume, porque o intestino não funcionava. O Wânio começou com constipação intestinal. [...] Aquilo foi evoluindo. De repente, o Wânio começou a sentir sintomas de dor. Examinei e fiz um diagnóstico de abdômen agudo, que tinha que ser operado e examinado por outros meios. Otto escreveu um relatório e tentou entregá-lo aos médicos do Estádio, mas ele e Wânio foram mandados de volta à cela. Continuou insistindo, inclusive com a ajuda do reitor da faculdade de medicina, que também se encontrava preso, até que conseguiram levar novamente Wânio ao serviço médico: [...] mas, com isso, já haviam se passado quatro dias. Era uma cirurgia de urgência, e passaram mais aqueles dias. Aí, eles resolveram atender. Parece que isso foi numa segunda-feira – não tenho certeza da data. Na quarta ou quinta-feira, chegou a notícia de que eles foram operar, mas estava tudo gangrenado, e o Wânio morreu. Foi um crime praticado por médicos, por militares. [...] Ele foi vítima da falta de assistência.Eu devo ter sido um dos últimos que o vi pois fui encarregado de leva-lo aos médicos, mas ele já estava numa situação avançada, com o abdome distendido (devido à hemorragia interna, causada pela tortura)"  
Ubiramar Peixoto de Oliveira, Vitório Sorotiuk, Dirceu Luiz Messias, Nielsen de Paula Pires e Vicente Faleiros, outros brasileiros também encarcerados com Wânio no período e que prestaram depoimento na mesma audiência que Otto, afirmaram que haviam oficiais brasileiros nas sessões de interrogatório e tortura conduzidos no Estádio Nacional.  
Osni Gomes é um brasileiro, hoje exilado na Suècia. Ele relatou em depoimento à Comissão Nacional da Verdade em 2013 que também havia testemunhado a morte de Wânio de Mattos e que ela foi derivada das torturas. Confirmou ainda à Comissão a presença de oficiais do CENIMAR nos interrogatórios como instrutores de tortura, e não apenas como inquisidores.  
A família só teve conhecimento das circunstâncias da morte de Wânio com a divulgação do Relatório Rettig, em 1991, pela Comissão Nacional da Verdade e Reconciliação, que inventariou as violações de Direitos Humanos durante a ditadura de Pinochet.Com base nesse reconhecimento oficial assumido pelo governo do Chile, os familiares receberam indenização definida por lei daquele país. O processo formado junto à CEMDP foi indeferido porque prevaleceu a interpretação de que não restou comprovada, com as informações disponíveis no momento de julgamento do caso, que o Estado brasileiro tivesse responsabilidade pela morte.  
O reexame do caso foi aventado pelo jornalista Lucas Figueiredo, em 15 de abril de 2007, quando publicou simultaneamente no Correio Braziliense e no Estado de Minas matérias divulgando o conteúdo do chamado Livro Negro do Terrorismo no Brasil, produzido pelo Exército entre 1986 e 1988. Escreve o jornalista: 
“Outro trecho revelador do livro refere-se a Wânio José de Mattos, integrante da VPR que desapareceu no Chile em setembro de 1973, após o golpe militar que depôs o presidente Salvador Allende. Só em 1992, quando os arquivos chilenos foram abertos, a família foi informada pelas autoridades daquele país que, por falta de atendimento médico, Wânio morrera de peritonite aguda no Estádio Nacional, onde se encontrava preso. Contudo, pelo menos quatro anos antes da abertura dos arquivos chilenos, o Exército brasileiro já tinha conhecimento da versão, como mostra a página 788 do livro secreto. O trecho em que se lê ‘Wânio José de Mattos morreu no Chile, em 1973, com peritonite’ é mais uma prova de que, a partir do início da década de 1970, as ditaduras latino-americanas atuavam em estreita sintonia na guerra suja que travavam sobre seus opositores, parceria que ficou conhecida com o nome de Operação Condor.” 

## Homenagem
Em sua homenagem, uma rua no Rio de Janeiro, no bairro de Santa Cruz, foi batizada com o nome do militante.